# Jim della giungla
Jim della giungla (Jungle Jim), alter ego di Jim Bradley, è un personaggio immaginario ideato dal disegnatore statunitense Alex Raymond esordito nel 1934 come striscia a fumetti. Il personaggio è protagonista di una serie di albi a fumetti, di un programma radiofonico e di varie trasposizioni televisive e cinematografiche. La striscia venne creata dal King Features Syndicate in competizione con Tarzan, che era stato il primo grande successo dello United Feature Syndicate.

## Biografia del personaggio
Jim Bradley è una guida di origine occidentale operante in Asia, con l'hobby dell'investigazione; inizialmente è un cacciatore ed esploratore nella foresta malese e si scontra spesso con pirati e trafficanti; successivamente diventa un avventuriero di professione alle prese con criminali di ogni tipo e si sposta in Mongolia, Birmania e in altre zone dell'Asia genericamente definite "a Est di Suez". Al suo fianco agisce il servo Kolu, malese dal fisico imponente ed esperto lanciatore di coltelli. A partire dal 1935 vengono introdotti i personaggi di Shangai Lil, un'ex avventuriera bella e abile a raggirare gli indigeni proclamandosi una divinità per poi ravvedersi una volta smascherata da Jim. Lo sfondo delle sue avventure è il sud-est asiatico dove Jim, aiutato dal fedele Kolu, combatte contro predoni e pirati imbattendosi, nel 1935, nell'avvenente Lil'deVrille, sua futura compagna. Durante la Seconda guerra mondiale è impegnato nella lotta contro i giapponesi.

## Storia editoriale
Il personaggio venne creato da Alex Raymond per il distributore King Features Syndicate ed esordisce il 7 gennaio 1934 come completamento della tavola domenicale di Flash Gordon. All'inizio degli anni quaranta, Raymond si arruola nei marines e ne affida la realizzazione ad alcuni assistenti, tra cui suo fratello Jim e, dal 1944, ad Austin Briggs fino al 1948 quando le tavole vengono affidate a Paul Norris che lo realizzerà fino al 1954, anno di conclusione della saga. In Italia viene pubblicato su diverse testate come L'Avventuroso della Casa Editrice Nerbini negli anni trenta e riproposto più recentemente da Club Anni Trenta e da Pacific Comics Club.

## Altri media

### Cinema
Serial
Nel 1937 la Universal Pictures produsse un serial cinematografico ispirato alla striscia a fumetti e sviluppato in dodici episodi di circa mezz'ora l'uno diretti da Ford L. Beebe e Cliff Smith, con Grant Withers nel ruolo del protagonista. Negli anni cinquanta ne seguì un altro di cinquantasette episodi interpretato da Johnny Weissmuller.
Lungometraggi
Tra il 1948 e il 1955 Johnny Weissmuller, ex campione di nuoto, interpretò il personaggio in 16 film diretti da William Berke, Lew Landers, Spencer Bennet e Lee Sho Lem, distribuiti dalla Columbia Pictures.
1. Jim della jungla (Jungle Jim, 1948)
2. La tribù dispersa (The Lost Tribe, 1949)
3. L'orma del gorilla (Mark of the Gorilla, 1950)
4. La laguna della morte (Captive Girl, 1950)
5. L'isola dei pigmei (Pygmy Island, 1950)
6. Furia del Congo (Fury of the Congo, 1951)
7. Caccia all'uomo nella jungla (Jungle Manhunt, 1951)
8. Jim della giungla e gli uomini scimmia (In the Forbidden Land, 1952)
9. La tigre sacra (Voodoo Tiger, 1952)
10. I ribelli dell'isola (Savage Mutiny, 1953)
11. La valle dei tagliatori di teste (Valley of the Headhunters, 1953)
12. Killer Ape (1953)
13. Jungle Man-Eaters (1954)
14. I divoratori della giungla (Cannibal Attack, 1954)[3]
15. La valle degli uomini luna (Jungle Moon Men, 1955)[3]
16. Devil Goddess (1955)[3]

### Televisione
Nella stagione televisiva 1955-56 Johnny Weissmuller continuò a interpretare Jungle Jim in altri 26 episodi, di 30 minuti l'uno, di una serie sempre distribuita dalla Columbia Pictures:
- Jungle Jim (1955) - (EN) Jungle Jim (serie TV), su IMDb, IMDb.com.

### Stampa
- Jungla Film (1953, edizioni Victory): serie di cineromanzi dedicati al personaggio.[2]